# تفسير العز بن عبد السلام

تفسير العز بن عبد السلام، طبعة دار الكتب العلمية.

تفسير العز بن عبد السلام أحد كتب تفسير القرآن الكريم، ألفه سلطان العلماء العز بن عبد السلام، ويعتبر هذا التفسير اختصار لتفسير الماوردي المسمى (النكت والعيون). وقد امتاز اختصار العز بن عبد السلام بما يلي:
1. رجوعه إلى مصادر أصيلة وقديمة في التفسير.
2. جمعه أقوال السلف والخلف الكثيرة في تفسير الآية مع ترجيحه بعض الأقوال.
3. عنايته باللغة بذكر أصول الكلمات واشتقاقها والفرق بينهما وبين الألفاظ المتقاربة مع الاستشهاد بالشعر في بعض المواضع.
4. أسلوبه الواضح السهل في تفسير الكلمات وصياغة الأقوال بعبارة موجزة مع الدقة.
5. أنه لم يستطرد في تفسير آيات الأحكام.
6. أنه لم يُكثر من الأخبار الإسرائيلية مع اختصار ما ذكره منها.
7. تنبيهه على المكي والمدني في أول كل سورة.

## أسلوب التفسير
يمتاز التفسير بجمعه لأقوال السلف والخلف الكثيرة في تفسير الآية مع ترجيحه لبعض الأقول، مع عنايته باللغة بذكر أصول الكلمات واشتقاقها والفرق بينهما بين الألفاظ المتقاربة مع الاستشهاد بالشعر في بعض المواضع، كما أنه لم يُكثر من الأخبار الأسرائيلية مع اختصار ما ذكره منها. ومما يؤخذ عليه أنه لم يعتين بالقراءات حيث يذكرها بدون إشارة إلى أنها قراءة، وبدون نسبة الأقوال إلى من قرأ بها إلا في مواضع قليلة، وترك كثيرًا من الأقوال بدون نسبة وترجيح، كما أنه لم يخرج الأحاديث التي استشهد بها ولم يعقب على الاسرائيليات والأقوال الضعيفة إلا في حالات قليلة، كما أنه قد يستشهد بأجزاء من أبيات ويدمجها في التفسير دون التبيه على أنها جزء من بيت، وهذا يوقع في الاشتباره والخلط في الكلام.

## منهجه
يعتبر منهج ابن عبد السلام في تفسيره منهج يعتمد النقل أساسًا، واللغة مرجعًا، والاختصار مسلكًا، والوضوح مطلبًا، وكشف المعنى غاية.

## وصلات خارجية
- تحميل تفسير العز بن عبد السلام • المكتبة الشاملة
- تحميل تفسير العز بن عبد السلام • مكتبة مشكاة الإسلامية نسخة محفوظة 5 مارس 2016 على موقع واي باك مشين.